# Thai Premier League 2016
Die Thai Premier League 2016, aus Sponsorengründen auch als Toyota Thai League bekannt, war die 20. Spielzeit der höchsten thailändischen Fußballliga seit der offiziellen Einführung im Jahr 1996. Die Saison begann am 5. März 2016 mit dem ersten Spieltag und endete mit dem 34. Spieltag am 30. Oktober 2016. Titelverteidiger war Buriram United. Aufsteiger aus der Thai Premier League Division 1 waren Pattaya United, Sukhothai FC und BBCU FC.
Der Meister der Saison qualifiziert sich direkt für die AFC Champions League 2017, der zweitplatzierte startet in der Qualifikation zur Champions League. Zusätzlich nimmt der FA-Cup-Sieger an der Qualifikation zur Champions League teil. Die drei schlechtesten Mannschaften der Saison steigen in die zweite Liga ab.

## Mannschaften
18 Mannschaften nahmen an der Liga teil, darunter 15 Mannschaften aus der Saison 2015 und drei Aufsteiger aus der zweiten Liga. TOT SC und Port FC  stiegen aus sportlichen Gründen in die zweite Liga ab. Der Tabellenvierzehnte Saraburi FC hat sich aus dem Spielbetrieb zurückgezogen, sodass der 16. der Abschlusstabelle, BEC Tero Sasana FC, in der Liga verblieb. Die besten drei Mannschaften aus der 2. Liga, Pattaya United, BBCU FC, und Sukhothai FC, stiegen in die erste Liga auf.
| Mannschaft                  | Standort          | Stadion                             | Kapazitaet |
| --------------------------- | ----------------- | ----------------------------------- | ---------- |
| Army United                 | Bangkok           | Royal Thai Army Stadium             | 20.000     |
| Bangkok Glass               | Pathum Thani      | Leo Stadium                         | 14.000     |
| Bangkok United              | Pathum Thani      | Thammasat Stadium                   | 25.000     |
| BBCU FC                     | Nonthaburi        | Nonthaburi Youth Centre Stadium     | 6000       |
| BEC Tero Sasana FC          | Bangkok           | 72nd Anniversary Stadium (Min Buri) | 10.000     |
| Buriram United              | Buriram           | I-Mobile Stadium                    | 32.600     |
| Chainat Hornbill FC         | Chainat           | Khao Plong Stadium                  | 12.000     |
| Chiangrai United            | Chiangrai         | United Stadium of Chiangrai         | 15.000     |
| Chonburi FC                 | Chonburi          | Chonburi Stadium                    | 8500       |
| Muangthong United           | Nonthaburi        | SCG Stadium                         | 15.000     |
| Nakhon Ratchasima FC        | Nakhon Ratchasima | 80th Birthday Stadium               | 28.000     |
| Navy FC                     | Chonburi          | Navy Stadium                        | 6000       |
| Pattaya United              | Chonburi          | Nong Prue Stadium                   | 5000       |
| Ratchaburi Mitr Phol        | Ratchaburi        | Mitr Phol Stadium                   | 13.000     |
| Sisaket FC                  | Sisaket           | Sri Nakhon Lamduan Stadium          | 10.000     |
| Sukhothai FC                | Sukhothai         | Thung Thalay Luang Stadium          | 8000       |
| Super Power Samut Prakan FC | Samut Prakan      | M-Power Stadium                     | 4100       |
| Suphanburi FC               | Suphanburi        | Suphanburi Provincial Stadium       | 25000      |

## Personal
| Mannschaft                  | Trainer                  | Mannschaftskapitän     |
| --------------------------- | ------------------------ | ---------------------- |
| Army United                 | Watcharakorn Antakhamphu | Chaiwat Nak-iem        |
| Bangkok Glass               | Aurelio Vidmar           | Matt Smith             |
| Bangkok United              | Alexandré Pölking        | Wittaya Madlam         |
| BBCU FC                     | Jatuporn Pramualban      | Naruphon Putsorn       |
| BEC Tero Sasana FC          | Surapong Kongthep        | Apichet Puttan         |
| Buriram United              | Ranko Popović            | Suchao Nuchnum         |
| Chainat Hornbill FC         | Worakorn Wichanarong     | Pisan Dorkmaikaew      |
| Chiangrai United            | Teerasak Po-on           | Pichitphong Choeichiu  |
| Chonburi FC                 | Therdsak Chaiman         | Cholratit Jantakam     |
| Muangthong United           | Tawan Sripan             | Teerasil Dangda        |
| Nakhon Ratchasima FC        | Miloš Joksić             | Chalermpong Kerdkaew   |
| Navy FC                     | Stefano Cugurra          | Nattaporn Phanrit      |
| Pattaya United              | Kim Hak-chul             | Tanasak Srisai         |
| Ratchaburi Mitr Phol        | Pacheta                  | Carlos Santos de Jesus |
| Sisaket FC                  | Masahiro Wada            | Ekkapan Jandakorn      |
| Sukhothai FC                | Somchai Chuayboonchum    | Yuttapong Srilakorn    |
| Super Power Samut Prakan FC | Pairoj Borwonwatanadilok | Jetsada Puanakunmee    |
| Suphanburi FC               | Sérgio Farias            | Rangsan Viwatchaichok  |

## Ausrüster/Sponsor
| Mannschaft                  | Ausrüster   | Sponsor                   |
| --------------------------- | ----------- | ------------------------- |
| Army United                 | Sakka Sport | Chang                     |
| Bangkok Glass               | Nike        | Leo                       |
| Bangkok United              | Ari         | True                      |
| BBCU FC                     | Ego Sports  | 3BB                       |
| BEC Tero Sasana FC          | FBT         | FB Battery                |
| Buriram United              | Eigenmarke  | Chang                     |
| Chainat Hornbill FC         | Warrix      | Wangkanai                 |
| Chiangrai United            | Eigenmarke  | Singha Park               |
| Chonburi FC                 | Nike        | Chang                     |
| Muangthong United           | Grand Sport | SCG Siam Cement Group     |
| Nakhon Ratchasima FC        | Grand Sport | Mazda                     |
| Navy FC                     | Eigenmarke  | HR-Pro                    |
| Pattaya United              | Tamudo      | Nongnaka                  |
| Ratchaburi Mitr Phol        | Ari         | Mitr Phol                 |
| Sisaket FC                  | Eigenmarke  | Muang Thai Life Assurance |
| Sukhothai FC                | Mawin       | Chang                     |
| Super Power Samut Prakan FC | Grand Sport | M-150                     |
| Suphanburi FC               | Warrix      | Chang                     |

## Ausländische Spieler
| Mannschaft                  | Spieler 1        | Spieler 2               | Spieler 3              | Spieler 4         | AFC Spieler        | Ehemalige Spieler                                       |
| --------------------------- | ---------------- | ----------------------- | ---------------------- | ----------------- | ------------------ | ------------------------------------------------------- |
| Army United                 | Rodrigo Frauches | Josimar                 | Kai Hirano             | Zdenko Kaprálik   | Hassan Sunny       | Raphael Botti                                           |
| Bangkok Glass               | Ariel Rodríguez  | Romain Gasmi            | Kalifa Cissé           | Toti              | Matt Smith         | Darko Tasevski Lazarus Kaimbi                           |
| Bangkok United              | Gilberto Macena  | Leandro Tatu            | Mario Gjurovski        | Dragan Bošković   | Jaycee John        | Kalifa Cissé                                            |
| BBCU FC                     | Dooh Moukoko     | Ali Diarra              | Julius Oiboh           | Ma Sang-hoon      | Jeong Woo-geun     |                                                         |
| BEC Tero Sasana FC          | Łukasz Gikiewicz | Miloš Bosančić          | Milan Bubalo           | Sreten Sretenović | Takahiro Kawamura  | Greg Nwokolo Kim Jung-woo                               |
| Buriram United              | Diogo            | Kaio                    | Bruno Moreira          | Andrés Túñez      | Go Seul-ki         | Weslley                                                 |
| Chainat Hornbill FC         | Reis             | Florent Sinama-Pongolle | Kazuto Kushida         | Jo Tae-Keun       | Shō Shimoji        | Renan Silva Alex                                        |
| Chiangrai United            | Wellington Bruno | Hironori Saruta         | Kazuki Murakami        | Lazarus Kaimbi    | Mark Bridge        | Danilo Dennis Murillo                                   |
| Chonburi FC                 | Kanu             | Leandro Assumpção       | Rodrigo Vergilio       | Prince Amponsah   | Kim Jong-pil       |                                                         |
| Muangthong United           | Xisco            | Célio Santos            | Lee Ho                 |                   | Naoaki Aoyama      | Cleiton Silva Michaël N’dri Pedro Mario Álvarez Abrante |
| Nakhon Ratchasima FC        | Björn Lindemann  | Dominic Adiyiah         | Marco Tagbajumi        | Noah Chivuta      | Satoshi Nagano     |                                                         |
| Navy FC                     | Addison Alves    | André Luís Leite        | Aron da Silva          | Anggello Machuca  | Victor Igbonefo    | Felipe Ferreira                                         |
| Pattaya United FC           | Antonio Pina     | Júnior Negrão           | Yoo Jae-ho             | Fran González     | Soony Saad         | Yukiya Sugita                                           |
| Ratchaburi Mitr Phol        | Germán Pacheco   | Marvin Ogunjimi         | Carlos Santos de Jesus | Yannick Djaló     | Takuya Murayama    | Heberty Łukasz Gikiewicz                                |
| Sisaket FC                  | Chico            | Victor Amaro            | Adefolarin Durosinmi   | Bojan Dubajić     | Anton Semljanuchin | Lyuben Nikolov Norbert Csiki                            |
| Sukhothai FC                | Alex Rafael      | Renan Marques           | Bireme Diouf           | Jhon Baggio       | Hiromichi Katano   |                                                         |
| Super Power Samut Prakan FC | Dennis Murillo   | Jeferson                | Anthony Moura-Komenan  | Sadney Urikhob    | Lee Hyun-woong     | Aron da Silva Ahn Jae-hoon                              |
| Suphanburi FC               | Dellatorre       | Márcio Rosário          | Darko Tasevski         | Kim Seung-yong    | Jung Hoon          | Tinga Carmelo González                                  |

 Ausländische Spieler, die während der Saison den Verein verlassen haben

## Tabelle
| Pl.                       | Verein                      | Sp. | S  | U  | N  | Tore    | Diff. | Punkte |
| ------------------------- | --------------------------- | --- | -- | -- | -- | ------- | ----- | ------ |
| 1.                        | Muangthong United           | 31  | 26 | 2  | 3  | 073:240 | +49   | 80     |
| 2.                        | Bangkok United              | 31  | 23 | 6  | 2  | 072:360 | +36   | 75     |
| 3.                        | Bangkok Glass               | 31  | 18 | 3  | 10 | 062:410 | +21   | 57     |
| 4.                        | Buriram United (M) (P)      | 30  | 15 | 10 | 5  | 055:380 | +17   | 55     |
| 5.                        | Chonburi FC                 | 31  | 14 | 9  | 8  | 052:330 | +19   | 51     |
| 6.                        | Ratchaburi Mitr Phol        | 30  | 14 | 7  | 9  | 052:350 | +17   | 49     |
| 7.                        | Sukhothai FC (N)            | 31  | 13 | 6  | 12 | 050:440 | +6    | 45     |
| 8.                        | Chiangrai United            | 31  | 13 | 6  | 12 | 042:430 | −1    | 45     |
| 9.                        | BEC-Tero Sasana             | 30  | 12 | 5  | 13 | 042:520 | −10   | 41     |
| 10.                       | Suphanburi FC               | 31  | 10 | 8  | 13 | 033:350 | −2    | 38     |
| 11.                       | Nakhon Ratchasima FC        | 31  | 10 | 5  | 16 | 030:440 | −14   | 35     |
| 12.                       | Pattaya United (N)          | 31  | 9  | 7  | 15 | 046:660 | −20   | 34     |
| 13.                       | Sisaket FC                  | 31  | 8  | 9  | 14 | 044:520 | −8    | 33     |
| 14.                       | Navy FC                     | 31  | 7  | 10 | 14 | 025:400 | −15   | 31     |
| 15.                       | Super Power Samut Prakan FC | 31  | 8  | 7  | 16 | 045:710 | −26   | 31     |
| 16.                       | Army United                 | 31  | 8  | 6  | 17 | 034:460 | −12   | 30     |
| 17.                       | Chainat Hornbill FC         | 31  | 8  | 6  | 17 | 046:610 | −15   | 30     |
| 18.                       | BBCU FC (N)                 | 30  | 3  | 4  | 23 | 032:690 | −37   | 13     |
| Stand: 25. September 2016 |                             |     |    |    |    |         |       |        |

| Zum Saisonende 2016: |                                                                                                   |
| Thailändischer Meister und Teilnahme an der AFC Champions League 2017 Teilnahme an der zweiten Qualifikationsrunde zur AFC Champions League 2017 Abstieg in die Thai Premier League Division 1 2017: BBCU FC, Chainat Hornbill FC, Army United |                                                                                                   |
| |                                                                                                   |
| Zum Saisonende 2015: |                                                                                                   |
| (M) | Amtierender Meister: Buriram United                                                               |
| (P) | Amtierender Pokalsieger: Buriram United                                                           |
| (N) | Neuaufsteiger aus der Thai Premier League Division 1 2015: Pattaya United, Sukhothai FC & BBCU FC |

## Torschützenliste
Stand: 25. September 2016
| Platz | Spieler                         | Mannschaft           | Tore |
| ----- | ------------------------------- | -------------------- | ---- |
| 1     | Cleiton Silva                   | Muangthong United    | 27   |
| 2     | Dragan Bošković                 | Bangkok United       | 20   |
| 2     | Júnior Negrão                   | Pattaya United       | 20   |
| 2     | Heberty                         | Ratchaburi Mitr Phol | 20   |
| 5     | Ariel Francisco Rodríguez Araya | Bangkok Glass        | 19   |
| 5     | Jaycee John                     | Bangkok United       | 19   |
| 7     | Josimar                         | Army United          | 16   |
| 8     | Renan Marques                   | Sukhothai FC         | 15   |
| 8     | Yannick Djaló                   | Ratchaburi Mitr Phol | 15   |
| 10    | Adisak Kraisorn                 | Muangthong United    | 14   |

Anmerkung: Heberty wechselte während der Saison zu Al-Shabab FC.

## TOP Assists
Stand: 25. September 2016
| Platz | Spieler              | Mannschaft                        | Assists |
| ----- | -------------------- | --------------------------------- | ------- |
| 1     | Jhon Baggio          | Sukhothai FC                      | 13      |
| 2     | Chanathip Songkrasin | Muangthong United                 | 11      |
| 3     | Soony Saad           | Pattaya United                    | 9       |
| 3     | Mario Gjurovski      | Bangkok United                    | 9       |
| 5     | Anton Semljanuchin   | Sisaket FC                        | 8       |
| 5     | Wellington Bruno     | Chiangrai United                  | 8       |
| 5     | Sarach Yooyen        | Muangthong United                 | 8       |
| 5     | Toti                 | Bangkok Glass                     | 8       |
| 5     | Cleiton Silva        | Muangthong United                 | 8       |
| 5     | Adefolarin Durosinmi | Sisaket FC                        | 8       |
| 5     | Theerathon Bunmathan | Buriram United, Muangthong United | 8       |
| 5     | Tristan Do           | Muangthong United                 | 8       |

## Hattricks
| Spieler          | Mannschaft                  | Gegnerische Mannschaft      | Ergebnis | Datum              |
| ---------------- | --------------------------- | --------------------------- | -------- | ------------------ |
| Andrés Túñez     | Buriram United              | Bangkok United              | 5–3      | 6. März 2016       |
| Dragan Bošković  | Bangkok United              | Buriram United              | 3–5      | 6. März 2016       |
| Teerasil Dangda  | Muangthong United           | Navy FC                     | 4–0      | 2. April 2016      |
| Heberty          | Ratchaburi Mitr Phol        | Bangkok Glass               | 4–3      | 23. April 2016     |
| Cleiton Silva    | Muangthong United           | Chiangrai United            | 3–0      | 7. Mai 2016        |
| Dennis Murillo   | Chiangrai United            | Nakhon Ratchasima FC        | 4–1      | 11. Mai 2016       |
| Heberty          | Ratchaburi Mitr Phol        | Pattaya United              | 6–0      | 22. Mai 2016       |
| Heberty          | Ratchaburi Mitr Phol        | Super Power Samut Prakan FC | 4–4      | 28. Mai 2016       |
| Cleiton Silva 4  | Muangthong United           | Super Power Samut Prakan FC | 8–3      | 22. Juni 2016      |
| Jaycee John      | Bangkok United              | BBCU FC                     | 4–2      | 17. Juli 2016      |
| Jaycee John      | Bangkok United              | BEC Tero Sasana FC          | 3–2      | 23. Juli 2016      |
| Soony Saad       | Pattaya United              | BBCU FC                     | 3–2      | 24. Juli 2016      |
| Diogo            | Buriram United              | Chainat Hornbill FC         | 4–4      | 7. August 2016     |
| Sadney Urikhob   | Super Power Samut Prakan FC | BBCU FC                     | 4–1      | 20. August 2016    |
| Dennis Murillo   | Super Power Samut Prakan FC | Chainat Hornbill FC         | 4–2      | 10. September 2016 |
| Rodrigo Vergilio | Chonburi FC                 | Navy FC                     | 4–1      | 11. September 2016 |
| Dellatorre       | Suphanburi FC               | Navy FC                     | 4–1      | 25. September 2016 |
| Júnior Negrão    | Pattaya United              | Nakhon Ratchasima FC        | 4–1      | 25. September 2016 |

4 Vier Tore in einem Spiel

## Trainer des Monats
| Monat            | Name                  | Mannschaft        |
| ---------------- | --------------------- | ----------------- |
| März             | Teerasak Po-on        | Chiangrai United  |
| April            | Alexandré Pölking     | Bangkok United    |
| Mai              | Totchtawan Sripan     | Muangthong United |
| Juni             | Surapong Kongthep     | BEC-Tero Sasana   |
| Juli             | Somchai Chuayboonchum | Sukhothai FC      |
| August/September | Therdsak Chaiman      | Chonburi FC       |

## Spieler des Monats
| Monat            | Name                | Mannschaft        |
| ---------------- | ------------------- | ----------------- |
| März             | Matt Smith          | Bangkok Glass     |
| April            | Tanaboon Kesarat    | Muangthong United |
| Mai              | Jhon Baggio         | Sukhothai FC      |
| Juni             | Cleiton Silva       | Muangthong United |
| Juli             | Jaycee John         | Bangkok United    |
| August/September | Kawin Thamsatchanan | Muangthong United |

## Weiße Weste (Clean Sheets)
Stand: 25. September 2016
| Platz | Torwart                         | Mannschaft           | Zu-Null-Spiele |
| ----- | ------------------------------- | -------------------- | -------------- |
| 1     | Kawin Thamsatchanan             | Muangthong United    | 16             |
| 2     | Siwarak Tedsungnoen             | Buriram United       | 10             |
| 2     | Sinthaweechai Hathairattanakool | Suphanburi FC        | 10             |
| 2     | Narong Wongthongkam             | Navy FC              | 10             |
| 2     | Ukrit Wongmeema                 | Ratchaburi Mitr Phol | 10             |
| 6     | Kittipong Phuthawchueak         | Bangkok United       | 9              |
| 7     | Chanin Sae-ear                  | Chonburi FC          | 8              |
| 7     | Intharat Apinyakool             | Chiangrai United     | 8              |
| 7     | Kampol Pathom-attakul           | Nakhon Ratchasima FC | 8              |
| 10    | Prasit Padungchok               | BEC Tero Sasana      | 7              |

## Zuschauerzahlen
| Platz | Mannschaft                  | Gesamt- zuschauerzahl | Höchste Zuschauerzahl | Niedrigste Zuschauerzahl | Durchschnittliche Zuschauerzahl |
| ----- | --------------------------- | --------------------- | --------------------- | ------------------------ | ------------------------------- |
| 1.    | Buriram United              | 248.760               | 32.600                | 8.857                    | 15.547                          |
| 2.    | Nakhon Ratchasima           | 173.041               | 32.159                | 5.543                    | 11.536                          |
| 3.    | Muangthong United           | 156.434               | 12.579                | 289                      | 9.777                           |
| 4.    | Suphanburi FC               | 143.693               | 17.512                | 4.232                    | 8.980                           |
| 5.    | Bangkok Glass               | 89.891                | 10.713                | 3.075                    | 5.992                           |
| 6.    | Sukhothai FC                | 91.232                | 7.950                 | 4.012                    | 5.702                           |
| 7.    | Chiangrai United            | 81.171                | 15.550                | 1.761                    | 5.411                           |
| 8.    | Chonburi FC                 | 75.319                | 8.463                 | 3.155                    | 5.021                           |
| 9.    | Sisaket FC                  | 72.261                | 11.200                | 2.216                    | 4.817                           |
| 10.   | Ratchaburi Mitr Phol        | 61.631                | 13.270                | 2.185                    | 4.402                           |
| 11.   | Bangkok United              | 49.818                | 11.666                | 1.121                    | 3.321                           |
| 12.   | Navy FC                     | 46.185                | 5.319                 | 2.228                    | 3.079                           |
| 13.   | Pattaya United              | 46.344                | 5.100                 | 1.351                    | 2.896                           |
| 14.   | Chainat Hornbill FC         | 39.386                | 6.144                 | 1.013                    | 2.461                           |
| 15.   | Super Power Samut Prakan FC | 36.985                | 4.983                 | 1.041                    | 2.311                           |
| 16.   | Army United                 | 36.707                | 5.766                 | 1.143                    | 2.294                           |
| 17.   | BEC Tero Sasana FC          | 29.335                | 3.461                 | 1.087                    | 1.955                           |
| 18.   | BBCU FC                     | 23.111                | 3.514                 | 289                      | 1.540                           |
|       | GESAMT                      | 1.503.600             | 32.600                | 289                      | 5.428                           |